# Golf de Gabès

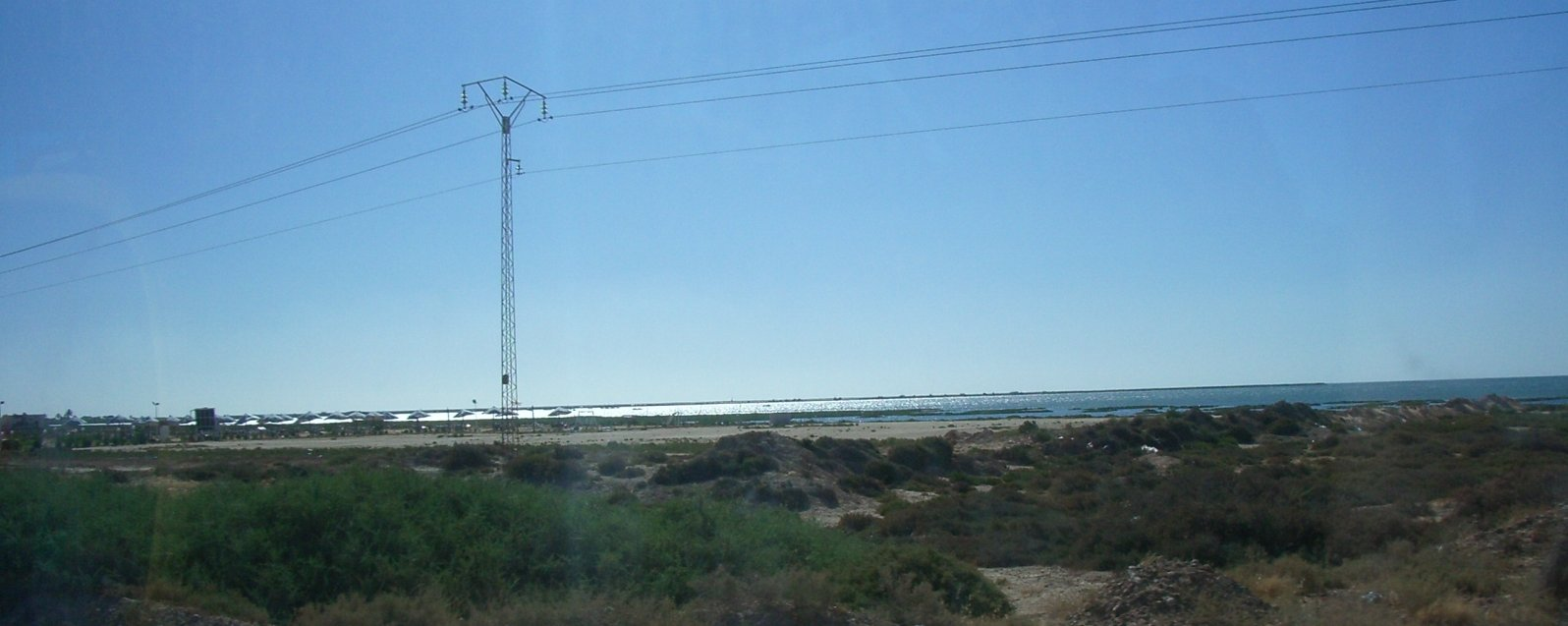
El golf de Gabès prop d'Skhira

El golf de Gabès (àrab: خليج قابس, ẖalīj Qābis, pronunciat Khalij Qabis o, en el dialecte local, Gabis) és la zona de la mar Mediterrània que s'endinsa cap a Tunísia entre l'illa de Kneïs (prop de Skhira) i l'illa de Gerba, i que rep el seu nom per la ciutat de Gabès que es troba a la costa al bell mig del litoral del golf. Es correspon al Syrtis Minor dels antics. Els principals ports i viles de la costa són Skhira, Gabès, Zorrat (el port de Mareth), Jorf i Ajim, a Gerba. Hi ha un far a Gabès. Al seu extrem oriental es comunica amb el golf de Boughrara pel canal d'Ajim. El golf està classificat com a reserva natural marina.